# Condado de Lafayette (Flórida)
O condado de Lafayette (em inglês:  Lafayette County) é um dos 67 condados do estado americano da Flórida. A sede e única localidade incorporada do condado é Mayo. Foi fundado em 23 de dezembro de 1856.

## Geografia
De acordo com o United States Census Bureau, o condado possui uma área de 1 419 km², dos quais 1 407 km² estão cobertos por terra e 12 km² por água. Localiza-se na região centro-norte do estado.

## Demografia
Segundo o censo nacional de 2010, o condado possui uma população de 8 870 habitantes e uma densidade populacional de 6 hab/km². Possui 3 328 residências, que resulta em uma densidade de 2 residências/km².